# Ороско, Алонсо де
Святой Алонсо де Ороско (исп. Alonso de Orozco, 17 октября 1500[…], Оропеса, Кастилия-Ла-Манча — 19 сентября 1591[…], Мадрид) — испанский монах-августинец, священник. Вёл аскетическую и скромную жизнь, был хорошо известен по всей Испании своими проповедническими способностями.
Родился в Толедо 17 октября 1500 года. В детстве занимался музыкой и служил в церковном хоре. В 20-летнем возрасте вступил в орден Святого Августина, учился у Фомы из Вильянуэвы, чья проповедь и побудила де Ороско посвятить себя религии. Рукоположен в священники в 1527 году, стал известным проповедником. Ездил с миссиями в Мексику в 1549 году, но из-за тяжёлого артрита был вынужден вернуться в Испанию. Настоятель монастыря в Вальядолиде с 1554 года. Служил проповедником при дворе Карла V, переехал вместе с королевским двором в Мадрид в 1561 году.
Отказался пользоваться дворцовыми благами и продолжал вести скромную монашескую жизнь. Был готов выслушать любого, кто нуждался в его духовной помощи, наставлениях и поддержке, всё свободное время тратил на посещение больных и заключённых. Был известным испанистом и латинистом, работал с историческими документами своего ордена. Также помогал ордену основать новые монастыри.
В августе 1591 года заболел лихорадкой, его здоровье резко ухудшилось. Скончался 19 сентября 1591 года. Новости о его кончине быстро распространились, проститься с ним пришло бесчисленное количество людей.
Беатифицирован 15 января 1882 года папой Львом XIII, канонизирован 19 мая 2002 года папой Иоанном Павлом II.
День памяти — 19 сентября.